# Ikuzawa
Ikuzawa International – założony w 1994 roku przez kierowcę Formuły 2 i Formuły 3, Tetsu Ikuzawę, zespół Formuły 1. Dyrektorem zespołu został Peter Windsor, a dyrektorem technicznym – Enrique Scalabroni. Za elektronikę miał być odpowiedzialny Manminder Hayre.
Tetsu Ikuzawa planował wystawić własny zespół w Formule 1. W tym celu w 1994 roku w Basildon otworzył biuro projektowe, gdzie powstał projekt modelu Ikuzawa HW001 oraz model w skali 25%, który poddawano testom w tunelu aerodynamicznym. O tym modelu mówiono, że miał mieć „radykalną” skrzynię biegów. Projekt pokazywał również nietypowe sekcje boczne. Jednakże na początku 1996 roku z powodu braku pieniędzy projekt upadł i zespół Ikuzawa nigdy nie wziął udziału w zawodach Formuły 1.
W kwietniu 1996 roku mówiło się, że Jackie Stewart kupił projekt Ikuzawy, ale Stewart zaprzeczył, iżby zawarł porozumienie z Ikuzawą.